# Canton de Chevigny-Saint-Sauveur
Le canton de Chevigny-Saint-Sauveur est une circonscription électorale française du département de la Côte-d'Or créée par le décret du 18 février 2014 et entrée en vigueur lors des élections départementales de 2015.

## Histoire
Un nouveau découpage territorialde la Côte-d'Or entre en vigueur à l'occasion des élections départementales de mars 2015, défini par le décret du 18 février 2014, en application des lois du 17 mai 2013 (loi organique 2013-402 et loi 2013-403). Les conseillers départementaux sont, à compter de ces élections, élus au scrutin majoritaire binominal mixte. Les électeurs de chaque canton élisent au Conseil départemental, nouvelle appellation du Conseil général, deux membres de sexe différent, qui se présentent en binôme de candidats. Les conseillers départementaux sont élus pour 6 ans au scrutin binominal majoritaire à deux tours, l'accès au second tour nécessitant 12,5 % des inscrits au 1er tour. En outre la totalité des conseillers départementaux est renouvelée. Ce nouveau mode de scrutin nécessite un redécoupage des cantons dont le nombre est divisé par deux avec arrondi à l'unité impaire supérieure si ce nombre n'est pas entier impair, assorti de conditions de seuils minimaux. Dans la Côte-d'Or, le nombre de cantons passe ainsi de 43 à 23. Le canton de Chevigny-Saint-Sauveur est formé de communes des anciens cantons de Dijon 2e Canton, de Genlis et de Chenôve.

## Représentation
| Période élective | Période élective | Mandat | Mandat   | Identité           | Nuance | Nuance | Qualité                                                                                  |
| ---------------- | ---------------- | ------ | -------- | ------------------ | ------ | ------ | ---------------------------------------------------------------------------------------- |
| 2015             | 2021             | 2015   | 2021     | Michel Bachelard   |        | PS     | Maire de Quetigny (2003-2016) Ancien conseiller général du Canton de Dijon-2 (2001-2015) |
| 2015             | 2021             | 2015   | 2021     | Dénia Hazhaz       |        | PS     | Directrice d’école élémentaire Conseillère municipale de Chevigny-Saint-Sauveur          |
| 2021             | 2028             | 2021   | en cours | Guillaume Ruet     |        | LR     | Cadre territorial, maire de Chevigny-Saint-Sauveur                                       |
| 2021             | 2028             | 2021   | en cours | Viviane Vuillermot |        | DVD    | Retraitée, conseillère municipale de Neuilly-Crimolois                                   |

### Résultats détaillés

#### Élections de mars 2015
À l'issue du 1er tour des élections départementales de 2015, trois binômes sont en ballottage : Michel Bachelard et Dénia Hazhaz (Union de la Gauche, 35,08 %), Françoise Plivard et Guillaume Ruet (Union de la Droite, 30,09 %) et Michelle Georges et Loïc Teillet (FN, 26,06 %). Le taux de participation est de 51,36 % (9 411 votants sur 18 322 inscrits) contre 53,86 % au niveau départemental et 50,17 % au niveau national.
Au second tour, Michel Bachelard et Dénia Hazhaz (Union de la Gauche) sont élus avec 43,13 % des suffrages exprimés et un taux de participation de 52,74 % (3 996 voix pour 9 662 votants et 18 319 inscrits).

#### Élections de juin 2021
Le premier tour des élections départementales de 2021 est marqué par un très faible taux de participation (33,26 % au niveau national). Dans le canton de Chevigny-Saint-Sauveur, ce taux de participation est de 34,4 % (6 536 votants sur 18 999 inscrits) contre 36,24 % au niveau départemental. À l'issue de ce premier tour, deux binômes sont en ballottage : Guillaume Ruet et Viviane Vuillermot (LR, 41,56 %) et Dénia Hazhaz et Jean-Marie Vallet (PS, 33,56 %).
Le second tour des élections est marqué une nouvelle fois par une abstention massive équivalente au premier tour. Les taux de participation sont de 34,3 % au niveau national, 37,05 % dans le département et 36,66 % dans le canton de Chevigny-Saint-Sauveur. Guillaume Ruet et Viviane Vuillermot (LR) sont élus avec 54,83 % des suffrages exprimés (3 633 voix pour 6 969 votants et 19 008 inscrits),,.

## Composition
Le canton de Chevigny-Saint-Sauveur comprenait sept communes entières à sa création.
À la suite de la création de la commune nouvelle Neuilly-Crimolois, le nombre de communes descend à 6.
| Nom                                            | Code Insee | Intercommunalité | Superficie (km2) | Population (dernière pop. légale) | Densité (hab./km2) | Modifier                                    |
| ---------------------------------------------- | ---------- | ---------------- | ---------------- | --------------------------------- | ------------------ | ------------------------------------------- |
| Chevigny-Saint-Sauveur (bureau centralisateur) | 21171      | Dijon Métropole  | 12,11            | 10 895 (2022)                     | 900                | modifier les données · modifier les données |
| Bressey-sur-Tille                              | 21105      | Dijon Métropole  | 7,26             | 1 110 (2022)                      | 153                | modifier les données · modifier les données |
| Magny-sur-Tille                                | 21370      | Dijon Métropole  | 10,56            | 872 (2022)                        | 83                 | modifier les données · modifier les données |
| Neuilly-Crimolois                              | 21452      | Dijon Métropole  | 8,21             | 3 430 (2022)                      | 418                | modifier les données · modifier les données |
| Quetigny                                       | 21515      | Dijon Métropole  | 8,19             | 8 897 (2022)                      | 1 086              | modifier les données · modifier les données |
| Sennecey-lès-Dijon                             | 21605      | Dijon Métropole  | 3,42             | 2 125 (2022)                      | 621                | modifier les données · modifier les données |
| Canton de Chevigny-Saint-Sauveur               | 2107       |                  | 49,75            | 27 329 (2022)                     | 549                | modifier les données                        |

## Démographie
En 2022, le canton comptait 27 329 habitants, en évolution de −1,58 % par rapport à 2016 (Côte-d'Or : +0,82 %, France hors Mayotte : +2,11 %).
| 2013   | 2018   | 2022   |
| ------ | ------ | ------ |
| 26 605 | 27 225 | 27 329 |